# فهرست شهرستان‌های نوادا
فهرست شهرستان‌های نوادا (به انگلیسی: List of counties in Nevada)
| نام شهرستان             | مرکز شهرستان         | تأسیس | جمعیت     | مساحت                                  | نقشه |
| ----------------------- | -------------------- | ----- | --------- | -------------------------------------- | ---- |
| کارسون‌سیتی              | شهر مستقل            | ۱۹۶۹  | ۵۵٬۲۷۴    | ۱۴۴ مایل مربع (۳۷۰ کیلومتر مربع)       |      |
| شهرستان چرچیل، نوادا    | فلن، نوادا           | ۱۸۶۱  | ۲۴٬۸۷۷    | ۴٬۹۲۹ مایل مربع (۱۲٬۷۷۰ کیلومتر مربع)  |      |
| شهرستان کلارک، نوادا    | لاس‌وگاس، نوادا       | ۱۹۰۸  | ۲٬۰۰۰٬۷۵۹ | ۷٬۹۱۱ مایل مربع (۲۰٬۴۹۰ کیلومتر مربع)  |      |
| شهرستان داگلاس، نوادا   | میندن، نوادا         | ۱۸۶۱  | ۴۶٬۹۹۷    | ۷۱۰ مایل مربع (۱٬۸۰۰ کیلومتر مربع)     |      |
| شهرستان ایلکو، نوادا    | ایلکو، نوادا         | ۱۸۶۹  | ۴۸٬۸۱۸    | ۱۷٬۱۸۲ مایل مربع (۴۴٬۵۰۰ کیلومتر مربع) |      |
| شهرستان اسمرالدا، نوادا | گولدفیلد، نوادا      | ۱۸۶۱  | ۷۸۳       | ۳٬۵۸۹ مایل مربع (۹٬۳۰۰ کیلومتر مربع)   |      |
| شهرستان یورکا، نوادا    | یورکا، نوادا         | ۱۸۷۳  | ۱٬۹۸۷     | ۴٬۱۷۶ مایل مربع (۱۰٬۸۲۰ کیلومتر مربع)  |      |
| شهرستان هامبولت، نوادا  | وینموکا، نوادا       | ۱۸۶۱  | ۱۶٬۱۰۶    | ۱۶٬۵۲۸ مایل مربع (۴۲٬۸۱۰ کیلومتر مربع) |      |
| شهرستان لندر، نوادا     | بتل مانتین، نوادا    | ۱۸۶۱  | ۵٬۷۷۵     | ۵٬۴۹۴ مایل مربع (۱۴٬۲۳۰ کیلومتر مربع)  |      |
| شهرستان لینکلن، نوادا   | پیوش، نوادا          | ۱۸۶۶  | ۵٬۳۴۵     | ۱۰٬۶۳۵ مایل مربع (۲۷٬۵۴۰ کیلومتر مربع) |      |
| شهرستان لایون، نوادا    | یرینگتن، نوادا       | ۱۸۶۱  | ۵۱٬۹۸۰    | ۱٬۹۹۴ مایل مربع (۵٬۱۶۰ کیلومتر مربع)   |      |
| شهرستان مینرال، نوادا   | هاوثورن، نوادا       | ۱۹۱۱  | ۴٬۷۷۲     | ۳٬۷۵۷ مایل مربع (۹٬۷۳۰ کیلومتر مربع)   |      |
| شهرستان نای، نوادا      | تنوپا، نوادا         | ۱۸۶۴  | ۴۳٬۹۴۶    | ۱۸٬۱۴۷ مایل مربع (۴۷٬۰۰۰ کیلومتر مربع) |      |
| شهرستان پرشینگ، نوادا   | لاولاک، نوادا        | ۱۹۱۹  | ۶٬۷۵۳     | ۶٬۰۰۹ مایل مربع (۱۵٬۵۶۰ کیلومتر مربع)  |      |
| شهرستان استوری، نوادا   | ویرجینیا سیتی، نوادا | ۱۸۶۱  | ۴٬۰۱۰     | ۲۶۴ مایل مربع (۶۸۰ کیلومتر مربع)       |      |
| شهرستان واشو، نوادا     | رینو، نوادا          | ۱۸۶۱  | ۴۲۱٬۴۰۷   | ۶٬۳۴۲ مایل مربع (۱۶٬۴۳۰ کیلومتر مربع)  |      |
| شهرستان وایت‌پاین، نوادا | الی، نوادا           | ۱۸۶۹  | ۱۰٬۰۳۰    | ۸٬۸۷۷ مایل مربع (۲۲٬۹۹۰ کیلومتر مربع)  |      |